# Henricia ornata
Henricia ornata is een zeester uit de familie Echinasteridae.
De wetenschappelijke naam van de soort werd in 1869 gepubliceerd door Edmond Perrier.